# Филиппов, Борис Михайлович
Бори́с Миха́йлович Фили́ппов (1903—1991) — советский театральный деятель; директор ЦДРИ и ЦДЛ. Заслуженный работник культуры РСФСР (1965). Заслуженный деятель искусств РСФСР (1972).

## Биография
Родился в 1903 году. Его отец — писатель, философ, физик и популяризатор науки Михаил Филиппов.
Борис окончил Петроградский университет.

## Театральная работа
- В 1927—1929 годах — заведующий культчастью Большого драматического театра.
- Является одним из инициаторов и организаторов первого клуба художественной интеллигенции в Москве — Клуба мастеров искусств (позднее Центральный дом работников искусств), в 1930—1936, 1937—1940 и 1946—1961 годах — его директор.
- В 1936 году — художественный директор Государственной эстрады,
- В 1936—1937 годах — директор Театра народного творчества.
- В 1942 году — директор 1-го фронтового театра Всероссийского театрального общества, в 1943—1945 годах — Московского театра драмы, в 1945—1946 годах — Московского театра сатиры, с 1967 года — Центрального дома литераторов.

Приход Филиппова в ЦДЛ 1967 вернул дому литераторов статус популярного среди советской московской «богемы» места: там стали собираться такие люди, как: Андрей Вознесенский, Евгений Евтушенко, Белла Ахмадулина, Генрих Сапгир, Роберт Рождественский, Булат Окуджава, Александр Галич, Василий Аксёнов, Арсений Тарковский, Татьяна Самойлова, Андрон Михалков-Кончаловский, Геннадий Шпаликов, Владимир Высоцкий, Олег Даль, Владимир Войнович, Давид Самойлов, Борис Слуцкий, Юрий Левитанский, Ярослав Смеляков и другие.

## Литературная деятельность
С 1920-х годах Борис Михайлович печатался в театральной периодике. Был одним из основателей и первым ответственным секретарем журнала «Рабочий и театр». Автор книг: «Творческие встречи» (1951), «Записки „Домового“», «Актёры без грима» (1971), книги об отце, выдержавшей несколько изданий, и других.

## Смерть
Умер в 1991 году, похоронен в Москве на 16-м участке Ваганьковского кладбища.

## Награды и звания
- Два ордена «Знак Почёта» (1973).
- Заслуженный работник культуры РСФСР (1965).
- Заслуженный деятель искусств РСФСР (1972).
- Почётная грамота Президиума Верховного совета РСФСР.
- Медаль «Борцу за мир» Советского комитета защиты мира (1978).

## Архив
Фонд Бориса Михайловича Филиппова хранится в Российском государственном архиве литературы и искусства под номером 3002. Фонд считается крупным и содержит 1328 единиц хранения за 1875–1990 годы. В фонде содержатся рукописи Бориса Михайловича — «Люди без грима», «Страницы прошлого» и др., воспоминания за 1940–1960 годы, дневниковые записи, выступление на обсуждении выставки И.С.Глазунова в ЦДРИ и другие. Многие тексты выступлений на вечерах, диспутах, собраниях хранятся в машинописи. Фонд также содержит значительное собрание переписки и фотографии.